# Villa Forni Cerato
| Imagem: Cidade de Vicenza e Villas de Palladio no Véneto | A Villa Forni Cerato está incluída no sítio "Cidade de Vicenza e Villas de Palladio no Véneto", Património Mundial da UNESCO. |  |

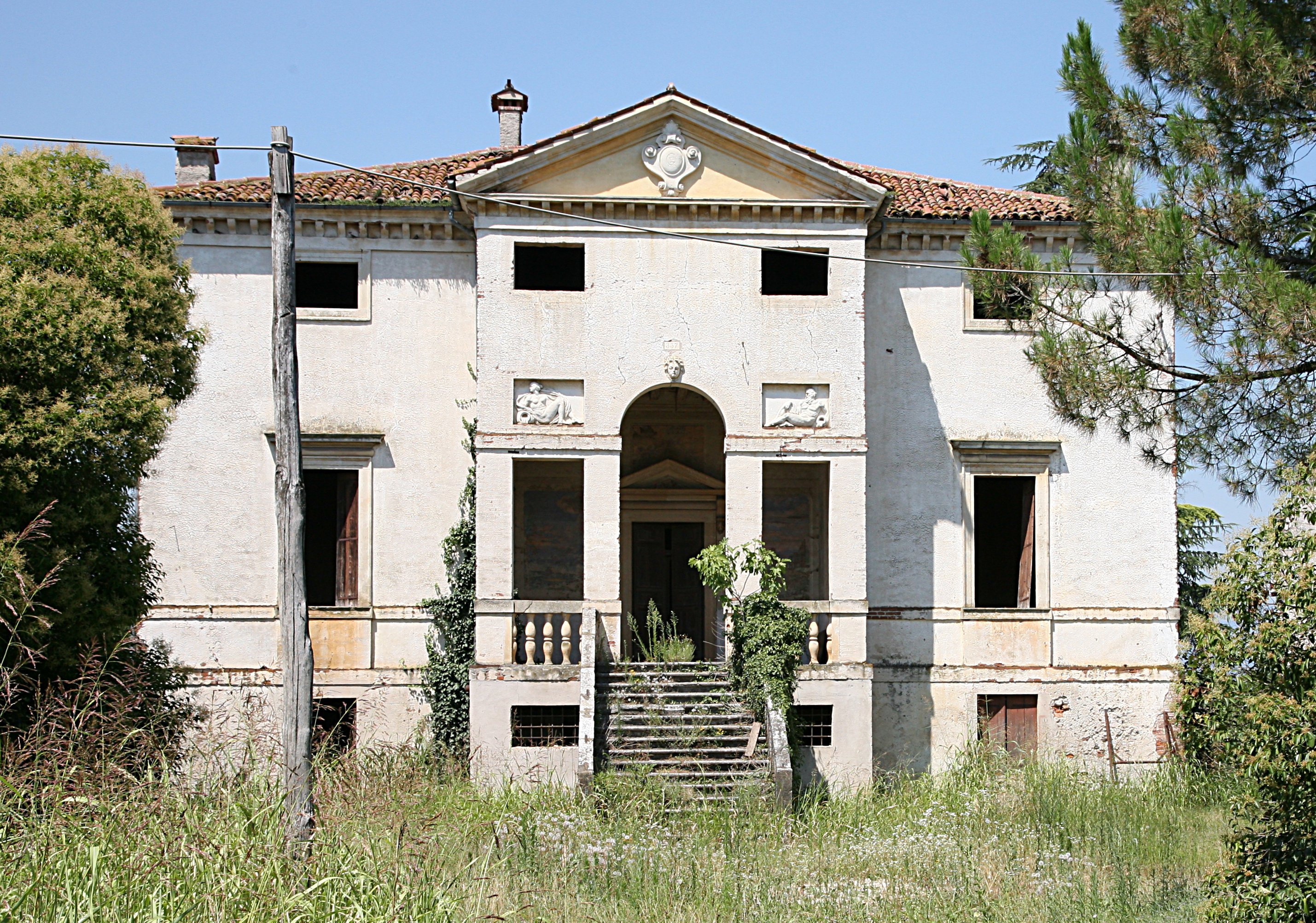
Fachada da Villa Forni Cerato.

A Villa Forni Cerato é uma villa italiana do Véneto, situada em Montecchio Precalcino, Província de Vicenza. O seu desenho é atribuído ao arquitecto Andrea Palladio, datado de cerca de 1565, e acredita-se que o seu cliente foi Girolami Forni, um rico comerciante de madeira que proporcionava material de construção para uma série de projectos palladianos. A atribuição a Palladio baseia-se, em parte, sobre fundamentos estilísticos, embora se trate dum tema complicado, já que o edifício se afasta das normas palladianas.
A villa está classificado, desde 1996, como Património Mundial da Humanidade pela UNESCO, juntamente com as outras villas palladianas do Véneto. A conservação deste bem arquitectónico está, no entanto, em risco, uma vez que se encontra em estado de abandono.

## História

### Origens

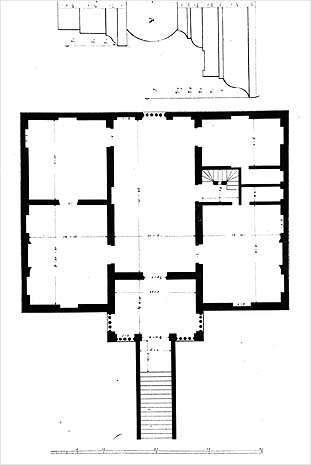
Planta da Villa Forni Cerato, desenho de Ottavio Bertotti Scamozzi, 1778.

A Villa Forni Cerato foi construída, provavelmente, na década de 1540. Esta villa, como a Casa Cogollo, representa um caso exemplar de intervenção palladiana num edifício preexistente no lugar transformado, mesmo com meios modestos, num significativo episódio monumental. Juntamente com o palácio do notário Cogollo, esta villa é uma das poucas residências projectadas por Palladio para un proprietário de certo rico, mas não nobre: Girolamo Forni, próspero mercador de madeiras, fornecedor de numerosos estaleiros palladianos, a começar pelo do Palazzo Chiericati, amigo de artistas como Vittoria e, ele próprio, pintor, coleccionador de antiguidades e membro da Accademia Olimpica de Vicenza. É possível que o ascético minimalismo deste celebrado edifício esteja em harmonia com o estatuto social burguês do seu proprietário.
O nome duplo, Forni-Cerato, que sempre lhe foi dado, remonta ao ano 1610. Nesse ano, o edifício, que pertencera a Girolamo Forni, que pode ser considerado como aquele que o encomendu, passou, de acordo com uma previsão do seu testamento, para a posse de Giuseppe, Girolamo e Baldissera Cerato.
Tanto a sua atribuição a Palladio como o assumir de que Girolamo Forni a havia construído permanece como mera especulação. A  própria linguagem abstracta da villa tem gerado dúvidas sobre a efectiva paternidade palladiana, assim como a planimetria extremamente simples, privada das relações habituais entre as dimensões das salas, ou a presença de alguma desarmonia proporcional entre as partes do edifício.
Foi mencionado uma primeira vez por Francesco Muttoni e Ottavio Bertotti Scamozzi no século XVIII, que Palladio foi o arquitecto que executou a obra. Os investigadores modernos mostram-se de acordo de maneira praticamente unânime com estes dois arquitectos. Além disso, a própria villa revela claramente quem foi o seu criador, Andrea Palladio. Na realidade, a villa é o resultado da reestruturação da "casa velha" preexistente e, se alguma vez o ponto de vista é invertido, tal deve-se ao facto da inteligência palladiana ter transformado vínculos condicionantes em oportunidades expressivas. Isso é atestado pelo claro desenho da serliana, com as colunas acentuadas por nítidas pilastras estereométricas em função da limitada largura da loggia (provavelmente dimensionada pelo salão preexistente) ou o friso, reduzido a uma simples faixa sob a cornija. De resto, o prospecto da loggia é conceptualmennte idêntico ao da Casa Cogollo, ligando uma vez mais estes dois edifícios.

### Estado de conservação

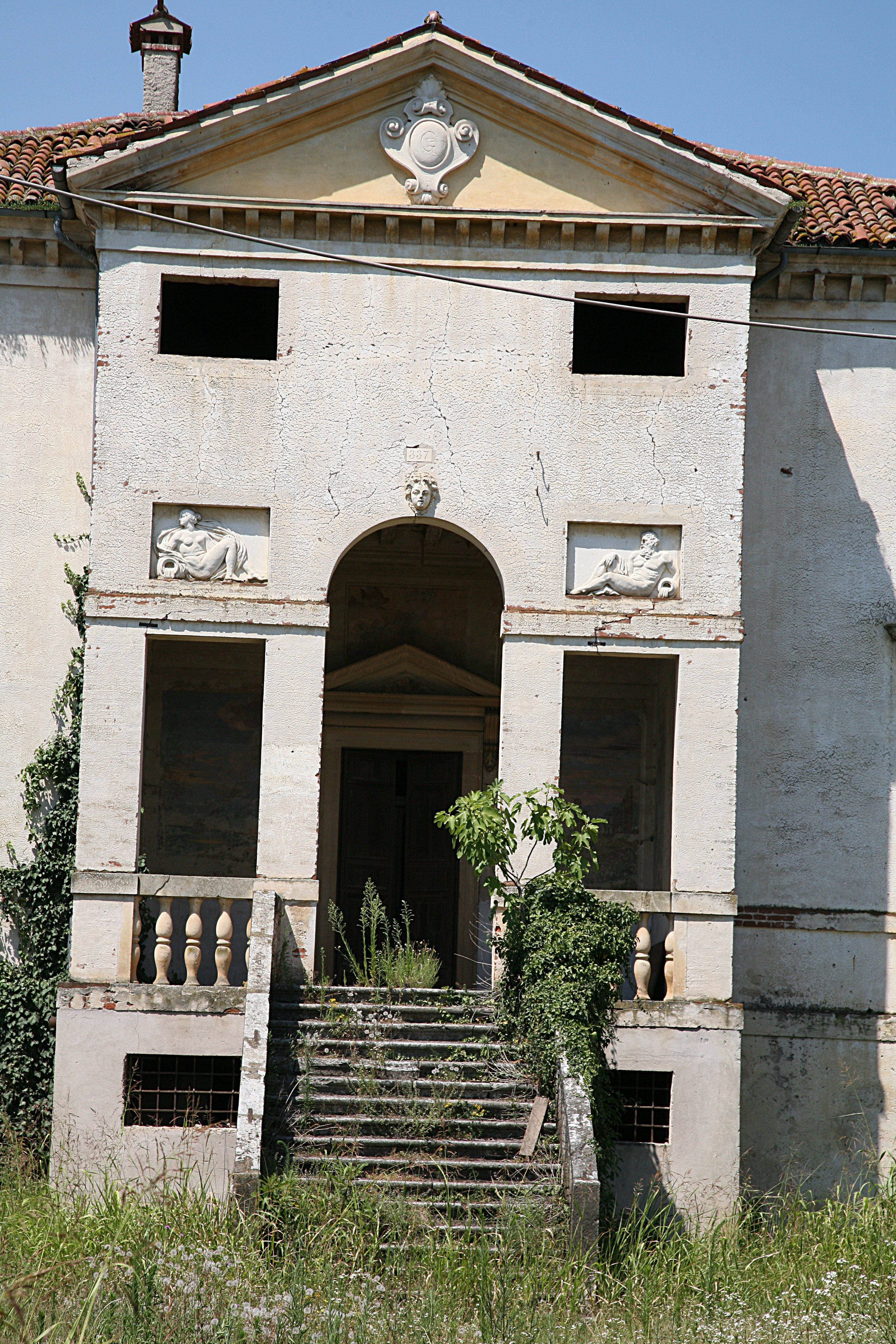
Detalhe da fachada, onde é evidente a degradação do edifício.

A villa encontra-se num mau estado de conservação e quase completamente despojada da rica decoração, em parte obra documentada de Alessandro Vittoria, resultado ao estado de abandono a que está entregue desde há vários anos. O corpo do edifício não teve nenhuma mudança, com excepção da parte traseira, que tinha uma serliana, ainda visível actualmente, e que se interpreta como uma resposta à fachada dianteira, mas mais tarde foi substituída por um terraço.
Os relevos da fachada, que foram retirados em 1924, estão documentados por uma gravura em cobre, obra de Marco Moro, mas acredita-se que não eram elementos originais do suposto plano de Palladio. Os relevos actuais, que mostram deuses do rio, são cópias do século XX baseadas na gravura de Moro. O mesmo pode dizer-se em relação ao brasão dentro do frontão.
Actualmente, a única decoração escultórica autêntica parece ser uma máscara sobre o arco de volta perfeita da serliana da entrada que se atribui a Alessandro Vittoria.

## Desenho

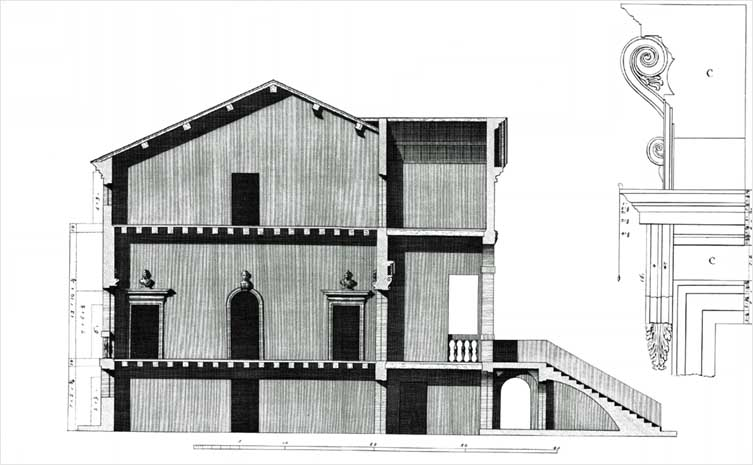
Scção da Villa Forni Cerato, desenhada por Ottavio Bertotti Scamozzi, 1778.

A Villa Forni Cerato apresenta um tamanho relativamente pequeno e a sua altura estrutura-se pelo triplo ritmo da planta; a meia-cave, o piano nobile e o mezzanino. Esta pauta tripla também determina a largura da villa. A loggia sobressai como a parte dominante da fachada dianteira, demonstrando uma destacada relação com a Villa Godi, com um tramo de escadas sobre o porão e que leva à loggia, que se abre numa serliana. Esta serliana assume toda a largura da galeria e dá-lhe uma especial importância visual.
O eixo central é extremadamente claro e não se encontra rasgado por janelas forçadas através das paredes exteriores, como acontece na Villa Godi. Pelo contrário: as janelas encaixam-se manifestamente na estrutura proporcional da villa. Mas não é só em relação a isto que a Villa Forni Cerato marca um considerável passo à frente no desenvolvimento de Palladio; pela primeira vez, as divisórias entre os diferentes pisos da fachada são claramente visíveis. Embora a serliana frontal apareça em forma simplificada, possui uma cornija projectada da base da parede ao lado do arco de volta perfeita que vai em redor da loggia e encontra o seu contraponto, no que se refere aos motivos, nos extremos superiores das janelas. Uma dupla cornija corre por baixo das janelas e liga a galeria organicamente com o resto do edifício. Além da sua função estrutural, forma tanto o remate superior como o inferior das duas balaustradas, que estão colocadas entre as pilastras externas da serliana.
Pode considerar-se que aqui se expressa, pela primeira vez, a subordinação dos detalhes individuais da fachada em relação com a fachada no seu conjunto, que foi uma característica do desenvolvimento posterior de Palladio.